# پنیرک مردابی
پنیرک مردابی (نام علمی: Kosteletzkya) نام یک سرده از تیره پنیرکیان است.